# Drooggemaakte Akkersloot-, Hertogs- en Blijverspolders
De Drooggemaakte Akkersloot-, Hertogs- en Blijverspolders is een poldergebied en een voormalig waterschap in de Nederlandse provincie Zuid-Holland, in de gemeente Kaag en Braassem.
Het waterschap was verantwoordelijk voor de vervening, drooglegging en later de waterhuishouding in de polders.

## Geschiedenis
Oorspronkelijk bestond deze polder uit drie aparte polders met elk een eigen molen. De Blijverpolder bevond zich ten noorden van Oud Ade en werd van de Hertogspolder gescheiden door de Blijsloot. De Akkersloot- en Hertogspolders bevonden zich tussen de Rijpwetering en de Oude Ade en werden van elkaar gescheiden door de Woytsloot of Woudsloot (afgeleid van "Wijde sloot").
In 1791 werd besloten de drie polders samen te voegen en van een gemeenschappelijke bedijking te voorzien. Voltooiing hiervan vond plaats in 1816. De Woudsloot werd in eerste instantie ontkoppeld van de Rijpwetering middels een verlaat ter hoogte van de Achterdijk. Later is de Woudsloot verdwenen om plaats te maken voor de Oudadeselaan. Op de plaats van de Blijsloot ligt tegenwoordig de weg genaamd Blijverpolder.
De polder wordt sinds 1793 bemalen door de Akkerslootmolen en vanaf 1966 ook door een mechanisch gemaal.